# Cantón de Malaucène
El cantón de Malaucène era una división administrativa francesa, que estaba situada en el departamento de Vaucluse y la región de Provenza-Alpes-Costa Azul.

## Composición
El cantón estaba formado por siete comunas:
- Beaumont-du-Ventoux
- Brantes
- Entrechaux
- Le Barroux
- Malaucène
- Saint-Léger-du-Ventoux
- Savoillan

## Supresión del cantón de Malaucène
En aplicación del Decreto nº 2014-249 de 25 de febrero de 2014, el cantón de Malaucène fue suprimido el 22 de marzo de 2015 y sus 7 comunas pasaron a formar parte del nuevo cantón de Vaison-la-Romaine.